# クライン・レビン症候群
クライン・レビン症候群（クライン・レビンしょうこうぐん Kleine Levin Syndrome）は、数日から数週間にわたり連続した睡眠状態となる睡眠障害の一つ。クライネ・レヴィン症候群、クライネ・レビン症候群、周期性傾眠症と訳されることがある。

強度な睡眠衝動を起こす点ではナルコレプシーに似ているが、非常に長期間にわたり継続する点が異なる。発病者自体が非常に希で、1000例程度の報告例しかないため、原因は特定されていない。塩酸メチルフェニデート、硫酸アンフェタミンなどを用いた薬物療法も試みられているが、自然治癒する報告例もある。過去には、男性のみが発症する報告書がまとめられていたことがあったが、最近では女性例も報告されるようになり「眠り姫」として報道される例もある。反復性の過眠症で、過眠期に過食や性欲亢進などの行動異常をともなう。男女比は約 2：1と男性に多い。　

## 関連作品
- LOOPERS（ヴィジュアルノベル、作中に本障害が登場する。）